# 안달훈
안달훈(安達勳, 1980년 5월 29일 ~ )은 대한민국의 전 바둑 기사이다.

## 약력
1980년 미국 버지니아주에서 태어나 1990년 초등학교 시절 1990 KBS 바둑큰잔치 초등부에서 우승하여 1991년 오리온배 우승, 1994년 세계청소년대회 시니어부에서 우승하며 1996년에 입단하였으며, 2007년 이화여자대학교 국제대학원생인 김미현과 결혼했다. 2009년 8단을 거쳐 2012년 3월에 9단으로 승단하였다. 2004년 제6회 농심신라면배에 한국대표로 선발되었으며, 제9기 박카스배 천원전에서 준우승을 차지했다. 2020년 프로 바둑 기사직에서 은퇴했다.